# مياه معلقة
مياه معلقة  أو مياه عالقة   هي كمية الماء الموجودة في التربة وتكون عالقة بالمسامات ذات قطر أقل من 10 ميكروجرام عن طريق الضغط السطحي. كمية هذا الماء العالق تعتمد على المسام الصغيرة والمتوسطة بين حبيبات التربة.
تتكون المياه المعلقة من تأثير الخاصة الشعرية ومن المياه المدمصة التي تتعلق بحبيبات التربة . 
من دون تكون سطحا مقعرا للماء. 
يكون الماء العالق بالمسام الصغيرة قويا لدرجة أن النبات لا يستطيع امتصاصه . أما الماء العالق بمسام متوسطة الحجم فيمكن للنبات امتصاصه والاستفادة منه ، وهو مقياس لتواجد المياه في أراضي زراعية يستفاد منها .  تستغل النباتات المياه العالقة في فترات الجفاف حتى نقطة الذبول الدائم.

## من خصائص التربة
تلعب خصائص التربة دورا هاما  في الاحتفاظ بالماء:
كلما زادت مساحة السطح النشط و مسام المواد العضوية في التربة كلما زادت كمية الماء العالقة بالحبيبات ؛ إذ أن المكونات  العضوية تحتفظ بالمياه أحسن من طفلة  معدنية .
كما تحتفظ تربة  طفلية ذات مسام صغيرة بالماء بطريقة أفضل من تربة رملية يتخللها الماء ويترسب أسفل منها . وفي تربة غنية بالطمي يمكن ان يعلق الماء بمسام متوسطة الحجم أيضا مما يتسبب في تشبع التربة بالماء فتصبح مياها راكدة.

## اقرأ أيضاً
- رطوبة التربة
- بخار الماء
- مادة جافة
- جهاز ترطيب
- ابتلال
- رطوبة